# Ut omnes unum sint

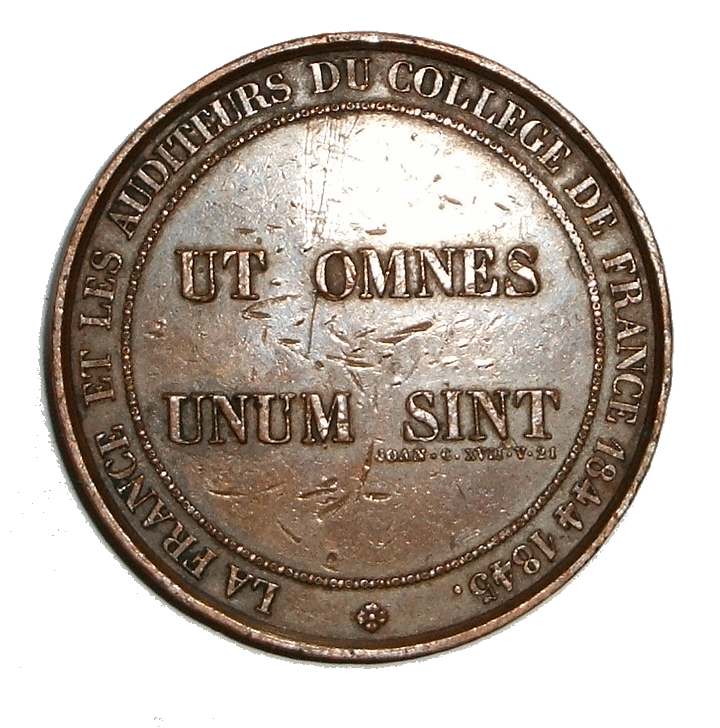
Münze des Collège de France von 1845, Rückseite
Am Rand: Borrel fecit 1845

Wappen von Jaroslav Škarvada, ehemals Weihbischof in Prag

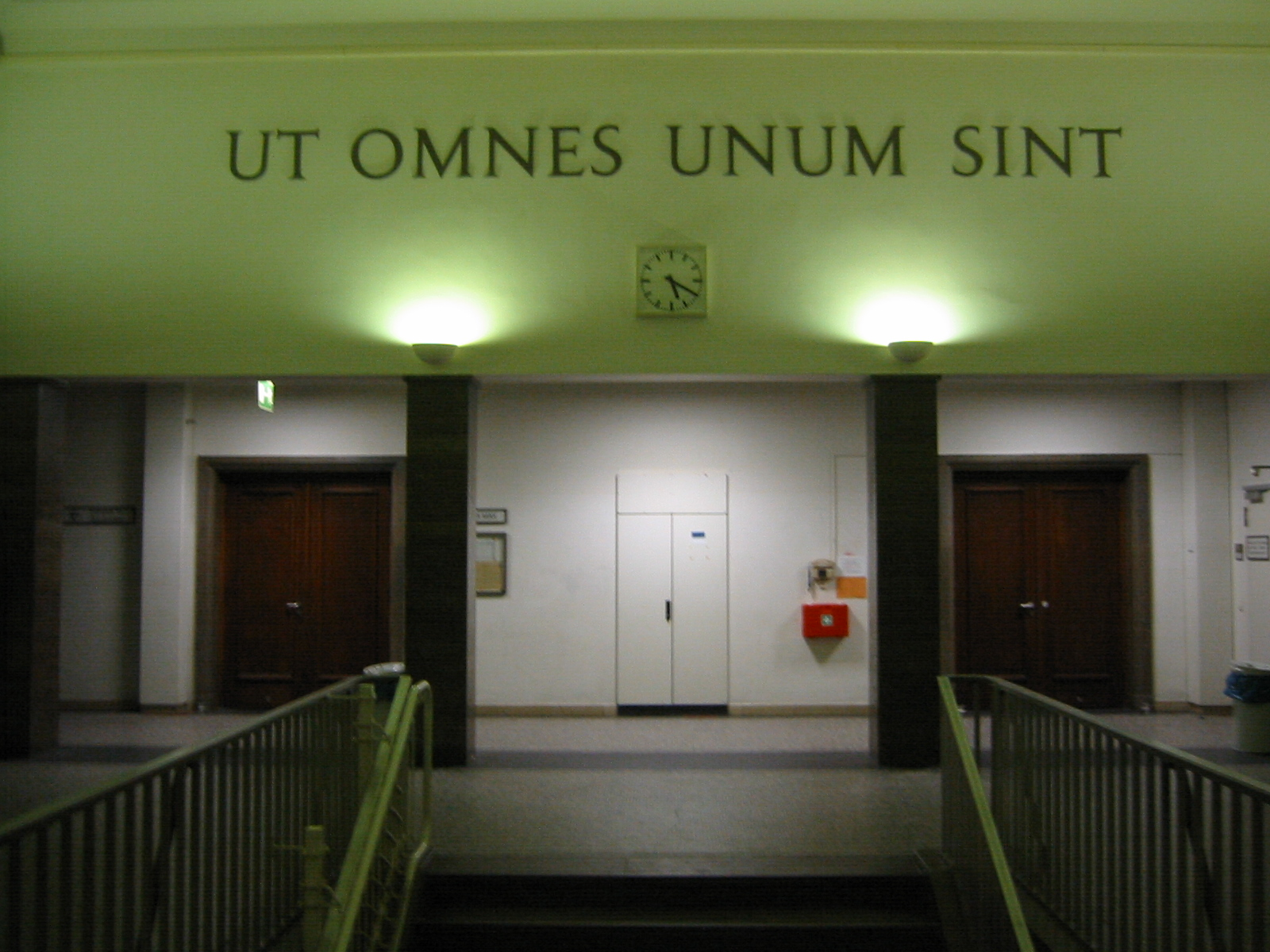
Inschrift in der Alten Mensa auf dem Campus der Johannes Gutenberg-Universität Mainz

Das dem Johannes-Evangelium (Joh 17,21 ) entstammende ut omnes unum sint wurde zu einem lateinischen Wahlspruch der Bedeutung „dass alle eins seien“.
Intention und Sinngehalt des Wahlspruches mögen anhand folgenden Zitates, das unter anderem als Motto für die 1946 wiedereröffnete Mainzer Johannes Gutenberg-Universität gewählt wurde, illustriert werden.

„'Ut omnes unum sint', dieser Satz aus dem Johannes-Evangelium prangte über dem Eingang unter dem Turmbau der Flakkaserne [sic], just unter der Stelle, an der vordem ein Abwehrgeschütz gestanden hatte. Mit dem Wunsch, daß [sic] alle 'eins' sein sollten, die hier eintraten und eintreten würden, sollten auch die geistigen Abwehrkräfte mobilisiert werden. Es sollten keine uniformierten Denkweisen in Gleichschaltung wie bisher, sonder die vielfältigen individuellen und gruppenmäßigen Haltungen geweckt werden. Gleichwohl sollten sie in den bindenden Wertvorstellungen gebündelt und damit eins sein: denen des christlichen Abendlandes und der auf die Freiheit gegründeten Humanität.“

Ein Werk des deutsch-argentinischen Komponisten Carlos Veerhoff (1926–2011) hat diesen Wahlspruch zum Titel.
Ut omnes unum sint wird gelegentlich von Prälaten zum persönlichen Wahlspruch erkoren, der damit Teil deren Wappen wird.
Das ähnliche ut unum sint mit der Bedeutung „dass sie eins seien“ (Joh 17,11 ) gilt als Leitsatz der Ökumene. Der Weltverband des CVJM und der Christliche Studenten-Weltbund (WSCF) verwenden diesen Wahlspruch seit ihrer Gründung, was jeweils auf deren gemeinsames Gründungsmitglied John R. Mott zurückgeht.
Mit 25. Mai 1995 veröffentlichte Johannes Paul II. eine Enzyklika zur Ökumene mit den titelgebenden ersten Worten ut unum sint.